# Welcome to Tomorrow
Welcome to Tomorrow è il terzo album in studio del gruppo musicale tedesco Snap!, pubblicato il 30 settembre 1994 dalla Arista Records.

## Tracce
1. Green Grass Grows (Earth Follows) – 4:00
2. It's a Miracle (People Need to Love One Another) – 4:35
3. Rame – 4:35
4. Dream on the Moon – 5:05
5. Welcome to Tomorrow (Are You Ready?) – 4:12
6. The World in My Hands – 4:12
7. The First the Last Eternity – 5:09
8. Waves – 5:03
9. Where Are the Boys, Where Are the Girls? – 4:09
10. It's Not Over – 4:55

## Classifiche
| Classifica (1994/95) | Posizione massima |
| -------------------- | ----------------- |
| Austria              | 15                |
| Belgio (Fiandre)     | 29                |
| Germania             | 10                |
| Paesi Bassi          | 12                |
| Regno Unito          | 69                |
| Svizzera             | 10                |